# Liste der Nummer-eins-Hits in Dänemark (2009)
Dies ist eine Liste der Nummer-eins-Hits in Dänemark im Jahr 2009. Sie basiert auf den offiziellen Album Top-40 und Track Top-40, die im Auftrag von IFPI Danmark erstellt werden. Es gab in diesem Jahr 23 Nummer-eins-Singles und 26 Nummer-eins-Alben.

## Singles
| ← 2008 ← | Liste der Nummer-eins-Hits in Dänemark | Liste der Nummer-eins-Hits in Dänemark | Liste der Nummer-eins-Hits in Dänemark                                                                                            | 2010 →                    |
| \| Zeitraum \| Wo. ges. \| Interpret \| Titel Autor(en) \| Zusätzliche Informationen \| \| (Zeitraum, Wochen auf Platz eins, Interpret, Titel, Autor[en], zusätzliche Informationen) \| \| \| \| \| \| ----------------------------------------------------------------------------------------- \| -------- \| -------------------------- \| --------------------------------------------------------------------------------------------------------------------------------- \| ------------------------- \| \| 19. Dezember 2008 – 1. Januar 2009 2 Wochen (insgesamt 4) \| 4 \| Guru Josh Project \| Infinity 2008 Paul Dudley Walden \| – \| \| 2. Januar 2009 – 15. Januar 2009 2 Wochen (insgesamt 6) \| 6 \| Katy Perry \| Hot n Cold Katy Perry, Lukasz Gottwald, Max Martin \| – \| \| 16. Januar 2009 – 29. Januar 2009 2 Wochen (insgesamt 4) \| 4 \| Guru Josh Project \| Infinity 2008 Paul Dudley Walden \| – \| \| 30. Januar 2009 – 12. Februar 2009 2 Wochen (insgesamt 6) \| 6 \| Medina \| Kun for mig Medina Valbak, Rasmus Stabell, Jeppe Federspiel \| – \| \| 13. Februar 2009 – 19. Februar 2009 1 Woche \| 1 \| Niels Brinck \| Believe Again Lars Halvor Jensen, Martin Møller Larsson, Ronan Keating \| – \| \| 20. Februar 2009 – 26. Februar 2009 1 Woche \| 1 \| Lady Gaga \| Poker Face Stefani Germanotta, Nadir Khayat \| – \| \| 27. Februar 2009 – 12. März 2009 2 Wochen \| 2 \| X-Factor Finalisterne 2009 \| You’ve Got a Friend Carole King \| – \| \| 13. März 2009 – 2. April 2009 3 Wochen (insgesamt 6) \| 6 \| Medina \| Kun for mig Medina Valbak, Rasmus Stabell, Jeppe Federspiel \| – \| \| 3. April 2009 – 23. April 2009 3 Wochen \| 3 \| Linda Andrews \| Det bedste til sidst Søren Rasted \| – \| \| 24. April 2009 – 30. April 2009 1 Woche \| 1 \| Nephew \| 007 Is Also Gonna Die Musik:Søren Arnholt, Kasper Toustrup, Simon Kvamm, Kristian Riis, René Munk Thalund; Text: Simon Kvamm \| – \| \| 1. Mai 2009 – 7. Mai 2009 1 Woche (insgesamt 6) \| 6 \| Medina \| Kun for mig Medina Valbak, Rasmus Stabell, Jeppe Federspiel \| – \| \| 8. Mai 2009 – 21. Mai 2009 2 Wochen \| 2 \| Tina Dickow \| Open Wide Tina Dickow \| – \| \| 22. Mai 2009 – 28. Mai 2009 1 Woche \| 1 \| Jooks \| Hun vil ha’ en rapper Musik: Atilla Dogan; Text: Johan Forsby \| – \| \| 29. Mai 2009 – 4. Juni 2009 1 Woche \| 1 \| Alexander Rybak \| Fairytale Alexander Rybak \| – \| \| 5. Juni 2009 – 16. Juli 2009 6 Wochen \| 6 \| Aqua \| Back to the 80’s Søren Rasted, Claus Noreen \| – \| \| 17. Juli 2009 – 23. Juli 2009 1 Woche \| 1 \| Medina feat. L.O.C. \| Kun for dig Medina Valbak, Rasmus Stabell, Jeppe Federspiel; zusätzlicher Text: Liam O’Connor \| – \| \| 24. Juli 2009 – 6. August 2009 2 Wochen \| 2 \| Milow \| Ayo Technology Floyd Nathaniel Hills, Curtis James Jackson, Timothy Z. Mosley, Justin R. Timberlake \| – \| \| 7. August 2009 – 20. August 2009 2 Wochen (insgesamt 5) \| 5 \| Medina \| Velkommen til Medina Musik: Andrea Fuentealba Valbak, Rasmus Stabell, Jeppe Federspiel; Text: Medina Valbak \| – \| \| 21. August 2009 – 27. August 2009 1 Woche \| 1 \| Rasmus Seebach \| Engel Rasmus Seebach, Nicolai Seebach \| – \| \| 28. August 2009 – 3. September 2009 1 Woche \| 1 \| The Black Eyed Peas \| I Gotta Feeling Pierre David Guetta, Frederic Jean Riesterer, William Adams, Allan Pineda Lindo, Jaime Luis Gomez, Stacy Ferguson \| – \| \| 4. September 2009 – 24. September 2009 3 Wochen (insgesamt 5) \| 5 \| Medina \| Velkommen til Medina Musik: Andrea Fuentealba Valbak, Rasmus Stabell, Jeppe Federspiel; Text: Medina Valbak \| – \| \| 25. September 2009 – 1. Oktober 2009 1 Woche \| 1 \| ABC \| My Way Louis Winding, Stefan Hoffenberg, Edwin Serrano, Remee Sigvardt Jackman \| – \| \| 2. Oktober 2009 – 8. Oktober 2009 1 Woche (insgesamt 4) \| 4 \| Alphabeat \| The Spell Anders Nielsen, Anders Bønlykke \| – \| \| 9. Oktober 2009 – 22. Oktober 2009 2 Wochen \| 2 \| Selvmord \| Råbe under vand Musik: Jonas Vestergaard, Rune Rask; Text: Andreas Duelund, Emil Simonsen, Liam O’Connor \| – \| \| 23. Oktober 2009 – 12. November 2009 3 Wochen (insgesamt 4) \| 4 \| Alphabeat \| The Spell Anders Nielsen, Anders Bønlykke \| – \| \| 13. November 2009 – 19. November 2009 1 Woche \| 1 \| Thomas Helmig feat. Medina \| 100 dage Thomas Helmig \| – \| \| 20. November 2009 – 10. Dezember 2009 3 Wochen \| 3 \| Owl City \| Fireflies Adam Randal Young \| – \| \| 11. Dezember 2009 – 21. Januar 2010 6 Wochen \| 6 \| Lady Gaga \| Bad Romance Nadir Khayat, Stefani Germanotta \| – \| |                                        |                                        | |                           |
| ← 2008 |                                        |                                        | | → 2010 →                  |
| Zeitraum | Wo. ges.                               | Interpret                              | Titel Autor(en) | Zusätzliche Informationen |
| (Zeitraum, Wochen auf Platz eins, Interpret, Titel, Autor[en], zusätzliche Informationen) |                                        |                                        | |                           |
| 19. Dezember 2008 – 1. Januar 2009 2 Wochen (insgesamt 4) | 4                                      | Guru Josh Project                      | Infinity 2008 Paul Dudley Walden                                                                                                  | –                         |
| 2. Januar 2009 – 15. Januar 2009 2 Wochen (insgesamt 6) | 6                                      | Katy Perry                             | Hot n Cold Katy Perry, Lukasz Gottwald, Max Martin                                                                                | –                         |
| 16. Januar 2009 – 29. Januar 2009 2 Wochen (insgesamt 4) | 4                                      | Guru Josh Project                      | Infinity 2008 Paul Dudley Walden                                                                                                  | –                         |
| 30. Januar 2009 – 12. Februar 2009 2 Wochen (insgesamt 6) | 6                                      | Medina                                 | Kun for mig Medina Valbak, Rasmus Stabell, Jeppe Federspiel                                                                       | –                         |
| 13. Februar 2009 – 19. Februar 2009 1 Woche | 1                                      | Niels Brinck                           | Believe Again Lars Halvor Jensen, Martin Møller Larsson, Ronan Keating                                                            | –                         |
| 20. Februar 2009 – 26. Februar 2009 1 Woche | 1                                      | Lady Gaga                              | Poker Face Stefani Germanotta, Nadir Khayat                                                                                       | –                         |
| 27. Februar 2009 – 12. März 2009 2 Wochen | 2                                      | X-Factor Finalisterne 2009             | You’ve Got a Friend Carole King                                                                                                   | –                         |
| 13. März 2009 – 2. April 2009 3 Wochen (insgesamt 6) | 6                                      | Medina                                 | Kun for mig Medina Valbak, Rasmus Stabell, Jeppe Federspiel                                                                       | –                         |
| 3. April 2009 – 23. April 2009 3 Wochen | 3                                      | Linda Andrews                          | Det bedste til sidst Søren Rasted                                                                                                 | –                         |
| 24. April 2009 – 30. April 2009 1 Woche | 1                                      | Nephew                                 | 007 Is Also Gonna Die Musik:Søren Arnholt, Kasper Toustrup, Simon Kvamm, Kristian Riis, René Munk Thalund; Text: Simon Kvamm      | –                         |
| 1. Mai 2009 – 7. Mai 2009 1 Woche (insgesamt 6) | 6                                      | Medina                                 | Kun for mig Medina Valbak, Rasmus Stabell, Jeppe Federspiel                                                                       | –                         |
| 8. Mai 2009 – 21. Mai 2009 2 Wochen | 2                                      | Tina Dickow                            | Open Wide Tina Dickow | –                         |
| 22. Mai 2009 – 28. Mai 2009 1 Woche | 1                                      | Jooks                                  | Hun vil ha’ en rapper Musik: Atilla Dogan; Text: Johan Forsby                                                                     | –                         |
| 29. Mai 2009 – 4. Juni 2009 1 Woche | 1                                      | Alexander Rybak                        | Fairytale Alexander Rybak | –                         |
| 5. Juni 2009 – 16. Juli 2009 6 Wochen | 6                                      | Aqua                                   | Back to the 80’s Søren Rasted, Claus Noreen                                                                                       | –                         |
| 17. Juli 2009 – 23. Juli 2009 1 Woche | 1                                      | Medina feat. L.O.C.                    | Kun for dig Medina Valbak, Rasmus Stabell, Jeppe Federspiel; zusätzlicher Text: Liam O’Connor                                     | –                         |
| 24. Juli 2009 – 6. August 2009 2 Wochen | 2                                      | Milow                                  | Ayo Technology Floyd Nathaniel Hills, Curtis James Jackson, Timothy Z. Mosley, Justin R. Timberlake                               | –                         |
| 7. August 2009 – 20. August 2009 2 Wochen (insgesamt 5) | 5                                      | Medina                                 | Velkommen til Medina Musik: Andrea Fuentealba Valbak, Rasmus Stabell, Jeppe Federspiel; Text: Medina Valbak                       | –                         |
| 21. August 2009 – 27. August 2009 1 Woche | 1                                      | Rasmus Seebach                         | Engel Rasmus Seebach, Nicolai Seebach                                                                                             | –                         |
| 28. August 2009 – 3. September 2009 1 Woche | 1                                      | The Black Eyed Peas                    | I Gotta Feeling Pierre David Guetta, Frederic Jean Riesterer, William Adams, Allan Pineda Lindo, Jaime Luis Gomez, Stacy Ferguson | –                         |
| 4. September 2009 – 24. September 2009 3 Wochen (insgesamt 5) | 5                                      | Medina                                 | Velkommen til Medina Musik: Andrea Fuentealba Valbak, Rasmus Stabell, Jeppe Federspiel; Text: Medina Valbak                       | –                         |
| 25. September 2009 – 1. Oktober 2009 1 Woche | 1                                      | ABC                                    | My Way Louis Winding, Stefan Hoffenberg, Edwin Serrano, Remee Sigvardt Jackman                                                    | –                         |
| 2. Oktober 2009 – 8. Oktober 2009 1 Woche (insgesamt 4) | 4                                      | Alphabeat                              | The Spell Anders Nielsen, Anders Bønlykke                                                                                         | –                         |
| 9. Oktober 2009 – 22. Oktober 2009 2 Wochen | 2                                      | Selvmord                               | Råbe under vand Musik: Jonas Vestergaard, Rune Rask; Text: Andreas Duelund, Emil Simonsen, Liam O’Connor                          | –                         |
| 23. Oktober 2009 – 12. November 2009 3 Wochen (insgesamt 4) | 4                                      | Alphabeat                              | The Spell Anders Nielsen, Anders Bønlykke                                                                                         | –                         |
| 13. November 2009 – 19. November 2009 1 Woche | 1                                      | Thomas Helmig feat. Medina             | 100 dage Thomas Helmig | –                         |
| 20. November 2009 – 10. Dezember 2009 3 Wochen | 3                                      | Owl City                               | Fireflies Adam Randal Young | –                         |
| 11. Dezember 2009 – 21. Januar 2010 6 Wochen | 6                                      | Lady Gaga                              | Bad Romance Nadir Khayat, Stefani Germanotta                                                                                      | –                         |

## Alben
| ← 2008 ← | Liste der Nummer-eins-Hits in Dänemark | Liste der Nummer-eins-Hits in Dänemark | Liste der Nummer-eins-Hits in Dänemark                                                                                | 2010 →                    |
| \| Zeitraum \| Wo. ges. \| Interpret \| Titel \| Zusätzliche Informationen \| \| (Zeitraum, Wochen auf Platz eins, Interpret, Titel, zusätzliche Informationen) \| \| \| \| \| \| ------------------------------------------------------------------------------ \| -------- \| -------------------------- \| --------------------------------------------------------------------------------------------------------------------- \| ------------------------- \| \| 19. Dezember 2008 – 1. Januar 2009 2 Wochen \| 2 \| Sys Bjerre \| Gør det selv \| – \| \| 2. Januar 2009 – 15. Januar 2009 2 Wochen (insgesamt 5) \| 5 \| Nik & Jay \| De Største \| – \| \| 16. Januar 2009 – 22. Januar 2009 1 Woche \| 1 \| Josh Groban \| A Collection \| – \| \| 23. Januar 2009 – 5. Februar 2009 2 Wochen \| 2 \| Duffy \| Rockferry \| – \| \| 6. Februar 2009 – 12. Februar 2009 1 Woche (insgesamt 3) \| 3 \| Bruce Springsteen \| Working on a Dream \| – \| \| 13. Februar 2009 – 19. Februar 2009 1 Woche \| 1 \| (Verschiedene Interpreten) \| M:G:P 2009 \| – \| \| 20. Februar 2009 – 5. März 2009 2 Wochen (insgesamt 3) \| 3 \| Bruce Springsteen \| Working on a Dream \| – \| \| 6. März 2009 – 12. März 2009 1 Woche \| 1 \| Kandis \| Kandis Live 2 - 20 års jubilæumsshow \| – \| \| 13. März 2009 – 19. März 2009 1 Woche \| 1 \| U2 \| No Line on the Horizon \| – \| \| 20. März 2009 – 30. April 2009 6 Wochen (insgesamt 7) \| 7 \| Sanne Salomonsen \| Unico \| – \| \| 1. Mai 2009 – 7. Mai 2009 1 Woche \| 1 \| Depeche Mode \| Sounds of the Universe \| – \| \| 8. Mai 2009 – 14. Mai 2009 1 Woche \| 1 \| Bob Dylan \| Together Through Life \| – \| \| 15. Mai 2009 – 21. Mai 2009 1 Woche (insgesamt 7) \| 7 \| Sanne Salomonsen \| Unico \| – \| \| 22. Mai 2009 – 28. Mai 2009 1 Woche \| 1 \| Green Day \| 21st Century Breakdown \| – \| \| 29. Mai 2009 – 11. Juni 2009 2 Wochen \| 2 \| Eminem \| Relapse \| – \| \| 12. Juni 2009 – 25. Juni 2009 2 Wochen \| 2 \| Nephew \| Danmark / Denmark \| – \| \| 26. Juni 2009 – 9. Juli 2009 2 Wochen (insgesamt 3) \| 3 \| Aqua \| Greatest Hits \| – \| \| 10. Juli 2009 – 20. August 2009 6 Wochen \| 6 \| Michael Jackson \| The Collection \| – \| \| 21. August 2009 – 27. August 2009 1 Woche (insgesamt 3) \| 3 \| Aqua \| Greatest Hits \| – \| \| 28. August 2009 – 10. September 2009 2 Wochen \| 2 \| Mew \| No More Stories Are Told Today I’m Sorry They Washed Away No More Stories the World Is Grey I’m Tired Let’s Wash Away \| – \| \| 11. September 2009 – 24. September 2009 2 Wochen \| 2 \| Big Fat Snake \| What Is Left Is Right \| – \| \| 25. September 2009 – 1. Oktober 2009 1 Woche \| 1 \| Muse \| The Resistance \| – \| \| 2. Oktober 2009 – 8. Oktober 2009 1 Woche \| 1 \| Madonna \| Celebration \| – \| \| 9. Oktober 2009 – 22. Oktober 2009 2 Wochen \| 2 \| (Verschiedene Interpreten) \| Melodi Grand Prix 2009 \| – \| \| 23. Oktober 2009 – 29. Oktober 2009 1 Woche \| 1 \| Rammstein \| Liebe ist für alle da \| – \| \| 30. Oktober 2009 – 12. November 2009 2 Wochen (insgesamt 25) \| 25 \| Rasmus Seebach \| Rasmus Seebach \| – \| \| 13. November 2009 – 19. November 2009 1 Woche \| 1 \| Thomas Helmig \| Tommy Boy \| – \| \| 20. November 2009 – 26. November 2009 1 Woche (insgesamt 2) \| 2 \| Dalton \| Tyve-ti \| – \| \| 27. November 2009 – 3. Dezember 2009 1 Woche \| 1 \| Selvmord \| Selvmord \| – \| \| 4. Dezember 2009 – 10. Dezember 2009 1 Woche (insgesamt 2) \| 2 \| Dalton \| Tyve-ti \| – \| \| 11. Dezember 2009 – 11. Februar 2010 9 Wochen (insgesamt 25) \| 25 \| Rasmus Seebach \| Rasmus Seebach \| – \| |                                        |                                        | |                           |
| ← 2008 |                                        |                                        | | → 2010 →                  |
| Zeitraum | Wo. ges.                               | Interpret                              | Titel | Zusätzliche Informationen |
| (Zeitraum, Wochen auf Platz eins, Interpret, Titel, zusätzliche Informationen) |                                        |                                        | |                           |
| 19. Dezember 2008 – 1. Januar 2009 2 Wochen | 2                                      | Sys Bjerre                             | Gør det selv | –                         |
| 2. Januar 2009 – 15. Januar 2009 2 Wochen (insgesamt 5) | 5                                      | Nik & Jay                              | De Største | –                         |
| 16. Januar 2009 – 22. Januar 2009 1 Woche | 1                                      | Josh Groban                            | A Collection | –                         |
| 23. Januar 2009 – 5. Februar 2009 2 Wochen | 2                                      | Duffy                                  | Rockferry | –                         |
| 6. Februar 2009 – 12. Februar 2009 1 Woche (insgesamt 3) | 3                                      | Bruce Springsteen                      | Working on a Dream | –                         |
| 13. Februar 2009 – 19. Februar 2009 1 Woche | 1                                      | (Verschiedene Interpreten)             | M:G:P 2009 | –                         |
| 20. Februar 2009 – 5. März 2009 2 Wochen (insgesamt 3) | 3                                      | Bruce Springsteen                      | Working on a Dream | –                         |
| 6. März 2009 – 12. März 2009 1 Woche | 1                                      | Kandis                                 | Kandis Live 2 - 20 års jubilæumsshow                                                                                  | –                         |
| 13. März 2009 – 19. März 2009 1 Woche | 1                                      | U2                                     | No Line on the Horizon                                                                                                | –                         |
| 20. März 2009 – 30. April 2009 6 Wochen (insgesamt 7) | 7                                      | Sanne Salomonsen                       | Unico | –                         |
| 1. Mai 2009 – 7. Mai 2009 1 Woche | 1                                      | Depeche Mode                           | Sounds of the Universe                                                                                                | –                         |
| 8. Mai 2009 – 14. Mai 2009 1 Woche | 1                                      | Bob Dylan                              | Together Through Life                                                                                                 | –                         |
| 15. Mai 2009 – 21. Mai 2009 1 Woche (insgesamt 7) | 7                                      | Sanne Salomonsen                       | Unico | –                         |
| 22. Mai 2009 – 28. Mai 2009 1 Woche | 1                                      | Green Day                              | 21st Century Breakdown                                                                                                | –                         |
| 29. Mai 2009 – 11. Juni 2009 2 Wochen | 2                                      | Eminem                                 | Relapse | –                         |
| 12. Juni 2009 – 25. Juni 2009 2 Wochen | 2                                      | Nephew                                 | Danmark / Denmark | –                         |
| 26. Juni 2009 – 9. Juli 2009 2 Wochen (insgesamt 3) | 3                                      | Aqua                                   | Greatest Hits | –                         |
| 10. Juli 2009 – 20. August 2009 6 Wochen | 6                                      | Michael Jackson                        | The Collection | –                         |
| 21. August 2009 – 27. August 2009 1 Woche (insgesamt 3) | 3                                      | Aqua                                   | Greatest Hits | –                         |
| 28. August 2009 – 10. September 2009 2 Wochen | 2                                      | Mew                                    | No More Stories Are Told Today I’m Sorry They Washed Away No More Stories the World Is Grey I’m Tired Let’s Wash Away | –                         |
| 11. September 2009 – 24. September 2009 2 Wochen | 2                                      | Big Fat Snake                          | What Is Left Is Right                                                                                                 | –                         |
| 25. September 2009 – 1. Oktober 2009 1 Woche | 1                                      | Muse                                   | The Resistance | –                         |
| 2. Oktober 2009 – 8. Oktober 2009 1 Woche | 1                                      | Madonna                                | Celebration | –                         |
| 9. Oktober 2009 – 22. Oktober 2009 2 Wochen | 2                                      | (Verschiedene Interpreten)             | Melodi Grand Prix 2009                                                                                                | –                         |
| 23. Oktober 2009 – 29. Oktober 2009 1 Woche | 1                                      | Rammstein                              | Liebe ist für alle da                                                                                                 | –                         |
| 30. Oktober 2009 – 12. November 2009 2 Wochen (insgesamt 25) | 25                                     | Rasmus Seebach                         | Rasmus Seebach | –                         |
| 13. November 2009 – 19. November 2009 1 Woche | 1                                      | Thomas Helmig                          | Tommy Boy | –                         |
| 20. November 2009 – 26. November 2009 1 Woche (insgesamt 2) | 2                                      | Dalton                                 | Tyve-ti | –                         |
| 27. November 2009 – 3. Dezember 2009 1 Woche | 1                                      | Selvmord                               | Selvmord | –                         |
| 4. Dezember 2009 – 10. Dezember 2009 1 Woche (insgesamt 2) | 2                                      | Dalton                                 | Tyve-ti | –                         |
| 11. Dezember 2009 – 11. Februar 2010 9 Wochen (insgesamt 25) | 25                                     | Rasmus Seebach                         | Rasmus Seebach | –                         |

## Jahreshitparaden
| ← 2008 ← | Liste der Nummer-eins-Hits in Dänemark | Liste der Nummer-eins-Hits in Dänemark | Liste der Nummer-eins-Hits in Dänemark | 2010 →   |
| \| Singles \| Position# \| Alben \| \| -------------------------------------------------------------------------------------------------------------------------------------------------------------------- \| --------- \| ------------------------------------- \| \| Kun for mig Medina Medina Valbak, Rasmus Stabell, Jeppe Federspiel \| 1 \| The Collection Michael Jackson \| \| Poker Face Lady Gaga Stefani Germanotta, Nadir Khayat \| 2 \| Rasmus Seebach \| \| Back to the 80’s Aqua Søren Rasted, Claus Noreen \| 3 \| Greatest Hits Aqua \| \| Engel Rasmus Seebach Rasmus Seebach, Nicolai Seebach \| 4 \| Unico Sanne Salomonsen \| \| Taxa Sanne Salomonsen Lise Cabble, Kim Enk Zorde, Mogens Binderup \| 5 \| M:G:P 2009 (Verschiedene Interpreten) \| \| Ayo Technology Milow Floyd Nathaniel Hills, Curtis James Jackson, Timothy Z. Mosley, Justin R. Timberlake \| 6 \| Tyve-ti Dalton \| \| Yo-Yo Joey Moe Joey Moe, Puma \| 7 \| Tommy Boy Thomas Helmig \| \| When Love Takes Over David Guetta feat. Kelly Rowland Musik: Pierre David Guetta, Frederic Jean Riesterer; Text: Miriam Nervo, Olivia Nervo, Kelendria Trene Rowland \| 8 \| Danmark / Denmark Nephew \| \| Det bedste til sidst Linda Andrews Søren Rasted \| 9 \| No Line on the Horizon U2 \| \| Velkommen til Medina Medina Musik: Andrea Fuentealba Valbak, Rasmus Stabell, Jeppe Federspiel; Text: Medina Valbak \| 10 \| The Fame Lady Gaga \| |                                        |                                        |                                        |          |
| ← 2008 |                                        |                                        |                                        | → 2010 → |
| Singles | Position#                              | Alben                                  |                                        |          |
| Kun for mig Medina Medina Valbak, Rasmus Stabell, Jeppe Federspiel | 1                                      | The Collection Michael Jackson         |                                        |          |
| Poker Face Lady Gaga Stefani Germanotta, Nadir Khayat | 2                                      | Rasmus Seebach                         |                                        |          |
| Back to the 80’s Aqua Søren Rasted, Claus Noreen | 3                                      | Greatest Hits Aqua                     |                                        |          |
| Engel Rasmus Seebach Rasmus Seebach, Nicolai Seebach | 4                                      | Unico Sanne Salomonsen                 |                                        |          |
| Taxa Sanne Salomonsen Lise Cabble, Kim Enk Zorde, Mogens Binderup | 5                                      | M:G:P 2009 (Verschiedene Interpreten)  |                                        |          |
| Ayo Technology Milow Floyd Nathaniel Hills, Curtis James Jackson, Timothy Z. Mosley, Justin R. Timberlake | 6                                      | Tyve-ti Dalton                         |                                        |          |
| Yo-Yo Joey Moe Joey Moe, Puma | 7                                      | Tommy Boy Thomas Helmig                |                                        |          |
| When Love Takes Over David Guetta feat. Kelly Rowland Musik: Pierre David Guetta, Frederic Jean Riesterer; Text: Miriam Nervo, Olivia Nervo, Kelendria Trene Rowland | 8                                      | Danmark / Denmark Nephew               |                                        |          |
| Det bedste til sidst Linda Andrews Søren Rasted | 9                                      | No Line on the Horizon U2              |                                        |          |
| Velkommen til Medina Medina Musik: Andrea Fuentealba Valbak, Rasmus Stabell, Jeppe Federspiel; Text: Medina Valbak | 10                                     | The Fame Lady Gaga                     |                                        |          |